# Fudbalski Klub Mogren 2011-2012
Questa voce raccoglie le informazioni riguardanti il Fudbalski Klub Mogren nelle competizioni ufficiali della stagione 2011-2012.

## Rosa
| N. |                       | Ruolo | Calciatore          |
| -- | --------------------- | ----- | ------------------- |
|    | Montenegro (bandiera) | P     | Nemanja Šćekić      |
|    | Montenegro (bandiera) | P     | Miodrag Todorović   |
|    | Montenegro (bandiera) | P     | Ivan Butorović      |
|    | Montenegro (bandiera) | D     | Mirko Radišić       |
|    | Montenegro (bandiera) | D     | Jovan Baošić        |
|    | Montenegro (bandiera) | D     | Nejboša Božović     |
|    | Montenegro (bandiera) | D     | Vladan Tatar        |
|    | Montenegro (bandiera) | D     | Bojan Ivanović      |
|    | Montenegro (bandiera) | D     | Dejan Milošević     |
|    | Montenegro (bandiera) | D     | Stefan Radovanović  |
|    | Montenegro (bandiera) | D     | Dušan Lagator       |
|    | Montenegro (bandiera) | D     | Argzim Redžović     |
|    | Serbia (bandiera)     | D     | Nemanja Veselinović |
|    | Montenegro (bandiera) | C     | Dejan Pržica        |
|    | Serbia (bandiera)     | C     | Nikola Bogić        |
|    | Croazia (bandiera)    | C     | Aleksandar Kapisoda |

| N. |                       | Ruolo | Calciatore       |
| -- | --------------------- | ----- | ---------------- |
|    | Serbia (bandiera)     | C     | Nemanja Krstić   |
|    | Montenegro (bandiera) | C     | Danilo Ćulafić   |
|    | Montenegro (bandiera) | C     | Miodrag Zec      |
|    | Montenegro (bandiera) | C     | Marko Bakić      |
|    | Montenegro (bandiera) | C     | Miloš Stevović   |
|    | Montenegro (bandiera) | C     | Andrija Mirković |
|    | Montenegro (bandiera) | C     | Ivan Racković    |
|    | Montenegro (bandiera) | C     | Stefan Nedović   |
|    | Montenegro (bandiera) | C     | Žarko Grbović    |
|    | Montenegro (bandiera) | A     | Nikola Vujović   |
|    | Serbia (bandiera)     | A     | Ratko Zec        |
|    | Montenegro (bandiera) | A     | Nenad Kašćelan   |
|    | Montenegro (bandiera) | A     | Adis Đoković     |
|    | Montenegro (bandiera) | A     | Marko Đurović    |
|    | Montenegro (bandiera) | A     | Luka Đorđević    |